# Личишта
Личишта или Личишча (грч. Πολυκάρπη, до 1926. грч. Λίτσιστα) је насељено место у општини Костур у периферији Западна Македонија, Грчка. Према попису из 2021. године било је 644 становника.
Према бугарском географу и историчару, Василу Канчову, у Маврову је 1900. године живело 270 Словена хришћана и 120 Турака.  Године 1924. турско становништво је принудно исељено у Турску а на њихово место су насељене грчке избеглице из Турске, укупно 195 особа.